# عبد الرزاق إبراهيم الشريخ
عبد الرزاق عبد الله حميد إبراهيم الشريخ هو مواطن من المملكة العربية السعودية تم اعتقاله خارج نطاق القضاء في معتقلات خليج غوانتانامو الأمريكية، في كوبا.
تم القبض عليه مع شقيقه في ديسمبر 2001، وتم إرسالهما إلى غوانتانامو.
ذكرت وزارة الدفاع الأمريكية أنه ولد في 18 يناير 1984، بالمملكة العربية السعودية.
وصل الشريخ إلى غوانتانامو في 18 يناير 2002، وتم نقله إلى مركز الأمير محمد بن نايف للمناصحة في 5 سبتمبر 2007.